# 10の秘密
『10の秘密』（じゅうのひみつ）は、2020年1月14日から3月17日まで関西テレビ制作・フジテレビ系の「火曜21時枠」で放送されていたテレビドラマ。全10回。主演は向井理。
後藤法子のオリジナル作品で、建築確認検査員の男性が1本の電話と娘の誘拐をきっかけに、関わりを持つ人間の“秘密”を否が応でも知ってしまう過程を描くサスペンスドラマ。略称は「ひみ10」。

## あらすじ
元一級建築士で建築確認検査員の白河圭太は、14歳の娘・瞳と2人で暮らすシングルファーザーとして平穏な日々を送って来た。そんなある日、瞳が何者かに誘拐され、犯人から「3日以内に元妻を探せ」と電話が掛かって来る。瞳は学校も休みがちとなっており、レッスンにも行っていないことが判明する。
警察に相談に行くが、そこで娘からの連絡があり家出人と判断されてしまうが、帰宅後に犯人から「警察には二度と言うな。元妻を探せ」と連絡があり、犯人が自分たちを監視していることが分かる。圭太は元妻・仙台由貴子と娘の行方を追う中、家族や他の関係者の秘密が明らかになっていく。

## キャスト
登場人物の役名（苗字）には福島県内の地名や仙台、宇都宮等の周辺の地名が、名前には競馬の騎手がそれぞれ使われている。名前に騎手をつける手法は、脚本を担当した競馬ファンである後藤法子によるものである。

### 主要人物
白河圭太（しらかわ けいた）〈39〉
演 - 向井理
14歳の娘を持つ建築確認検査員。1980年12月28日生まれ。
ある事件をきっかけに妻の由貴子に別れを切り出されてシングルファーザーになる。
「白河」は白河市、「圭太」は戸崎圭太から取られている。
仙台由貴子（せんだい ゆきこ）〈40〉
演 - 仲間由紀恵
圭太の元妻。大手建設会社である帝東建設の顧問弁護士。1980年2月10日生まれ。
仕事に専念したいという強い思いから、離婚届を置いたまま家を出てしまう。
「仙台」は仙台市、「由貴子」は増沢由貴子から取られている。
白河瞳（しらかわ ひとみ）〈14〉
演 - 山田杏奈（幼少期：志水心音、少女期 : 丸山澪）
圭太と由貴子の娘。
両親の離婚後は圭太と一緒に暮らしている。圭太との関係は極めて良好。
「瞳」は宮下瞳から取られている。

### その他の人物
石川菜七子（いしかわ ななこ）
演 - 仲里依紗
圭太の自宅の近所に住む保育士。
圭太とは幼い頃から互いの家を行き来するほどの仲。
「石川」は石川郡から取られており、陸奥石川氏に由来する。また「菜七子」は藤田菜七子から取られている。
伊達翼（だて つばさ）
演 - 松村北斗（SixTONES）（幼少期：長野蒼大）
音楽大学に通う学生。本名：岩瀬真一郎（いわせ しんいちろう）。
圭太の娘である瞳とは音楽仲間で、ジャズバーでピアノ演奏のアルバイトをしている。
「伊達」は伊達市から取られており、伊達氏に由来する。また、名前が「翼」の騎手は和田翼、笹川翼などがおり、和田はTwitterにて「名前が騎手っ😳ピアノ練習せなっ🎹」と人物相関図の画像を引用して発言している。
磐城英明（いわき ひであき）
演 - 高島豪志
帝東建設の社員。宇都宮の部下。
宇都宮とともに顧問弁護士である由貴子の行方を追う。
「磐城」はいわき市、「英明」は幸英明からそれぞれ取られている。
那須葵（なす あおい）
演 - 堀田茜
保育士。菜七子の同僚。
「那須」は栃木県北東部の地名で、那須塩原市や那須烏山市、那須郡那須町などがある。また「葵」は木之前葵からそれぞれ取られている。
泉崎真衣（いずみさき まい）
演 - 河村花
瞳の友人で同級生。
最近塾や部活動に姿を見せなくなった瞳を心配している。
「泉崎」は泉崎村（いずみざき）、「真衣」は別府真衣から取られている。
長沼豊（ながぬま ゆたか）
演 - 佐野史郎
由貴子が顧問弁護士を務める帝東建設の社長。
「長沼」は旧長沼町[現須賀川市]、また「豊」は武豊または吉田豊から取られている。
二本松謙一（にほんまつ けんいち）
演 - 遠藤雄弥
圭太の娘である瞳の誘拐発覚後に何かと圭太の前に現れる謎の男。
「二本松」は二本松市、「謙一」は池添謙一からそれぞれ取られている。
矢吹幸雄（やぶき ゆきお）
演 - 中林大樹
帝東建設の社員。由貴子の前でビルから飛び降り自殺する。
永盛（ながもり）
演 - 高杉亘
永盛は郡山市にある安積永盛から取られている。
古川佑介（ふるかわ ゆうすけ）
演 - 山下航平
圭太の部下。古川は郡山市の地名。
石川照男（いしかわ てるお）
演 - 藤原光博
菜七子の父。夫婦で蕎麦屋を営んでいる。
圭太とは家族ぐるみで付き合っている。
「照男」は江田照男から取られている。
石川千秋（いしかわ ちあき）
演 - 山野海
菜七子の母。
圭太の母である純子とは仲が良く、圭太の離婚後は瞳を預かったことがある。
「千秋」は岩永千明（若しくは坂井千明だが、この場合他の騎手より年代を遡る）から取られている。
白河純子（しらかわ じゅんこ）
演 - 名取裕子
圭太の母。元小学校教師。
菜七子の母である千秋とは仲が良く、千秋が夫の照男と経営している蕎麦屋によく姿を見せる。
「純子」は細江純子から取られている。
宇都宮竜二（うつのみや りゅうじ）
演 - 渡部篤郎
由貴子が顧問弁護士を務める帝東建設の社員。
常に向上心を忘れない由貴子に興味を抱き、恋人関係となる。部下の磐城を伴い、行方不明になった由貴子の行方を追う。
「宇都宮」は宇都宮市、「竜二」は和田竜二からそれぞれ取られている。

### ゲスト
第1話
松島潤
演 - 迫田孝也（第9話、最終話）
弁護士。
鏡石亜紀
演 - たくませいこ
瞳の担任。
第5話
黒磯
演 - 森岡豊
第8話
只見政人
演 - 長谷川朝晴（第9話、最終話）

## スタッフ
- 脚本 - 後藤法子
- 音楽 - 林ゆうき、橘麻美
- 主題歌 - 秋山黄色 「モノローグ」（Epic Records Japan）[7]
- オープニングテーマ - 女王蜂「BL」（Sony Music Associated Records）[8]
- プロデューサー - 河西秀幸（カンテレ）
- プロデューサー / 演出 - 三宅喜重（カンテレ）
- 演出 - 宝来忠昭、中西正茂
- 制作著作 - カンテレ

## 放送日程
| 各話                                                                         | 放送日  | サブタイトル                | EPG欄                                                  | 演出     | 視聴率 |
| ---------------------------------------------------------------------------- | ------- | --------------------------- | ------------------------------------------------------ | -------- | ------ |
| 第1の秘密                                                                    | 1月14日 | 消えた娘と元妻              | 娘の誘拐、元妻失踪…謎を呼ぶ秘密                        | 三宅喜重 | 8.9%   |
| 第2の秘密                                                                    | 1月21日 | 誘拐犯の黒幕…危険な救出劇   | 娘の誘拐…危険な救出劇で迫る黒幕! 元妻が事件の全貌告白  | 三宅喜重 | 7.9%   |
| 第3の秘密                                                                    | 1月28日 | 黒幕への反撃…10年前の火事   | 娘の奪還! 誘拐事件の黒幕へ反撃… 10年前の火事の真相     | 宝来忠昭 | 6.7%   |
| 第4の秘密                                                                    | 2月04日 | 新展開へ…全て覆す悪女の微笑 | 新展開! 恐るべき元妻の謀略… 全て覆す仮面の下の微笑み   | 三宅喜重 | 6.2%   |
| 第5の秘密                                                                    | 2月11日 | 逆襲せよ…狙うは元妻の三億円 | 元妻に逆襲せよ! 狙うは3億円!激しい攻防戦が勃発         | 宝来忠昭 | 5.4%   |
| 第6の秘密                                                                    | 2月18日 | 娘を守れ…悪女が企む三億の罠 | 悪女が企む三億円の罠から娘を守れ 火事被害者は殺人!?    | 中西正茂 | 6.4%   |
| 第7の秘密                                                                    | 2月25日 | 交錯する秘密…消えた三億     | 敵か味方か? 暗躍する協力者! 元妻の悪事を警察に告発せよ | 三宅喜重 | 6.0%   |
| 第8の秘密                                                                    | 3月03日 | 裏切りの真相…元妻に裁きを   | 裏切りの涙…終結への逆転劇! 元妻を罠で追い詰めろ        | 宝来忠昭 | 6.4%   |
| 第9の秘密                                                                    | 3月10日 | 遂に犯人の正体が…罪の告白   | 犯人の正体が遂に! 罪の告白で衝撃の真相が。最終章突入!  | 中西正茂 | 6.9%   |
| 最後の秘密                                                                   | 3月17日 | すべてを繋げる最後の秘密    | 最終回! 全てを捧げる最後の秘密… 元夫婦の攻防戦決着     | 三宅喜重 | 8.1%   |
| 平均視聴率 6.9% （視聴率はビデオリサーチ調べ、関東地区・世帯・リアルタイム） |         |                             |                                                        |          |        |

## チェインストーリー 隠された鍵
本編終了直後から#○.5話として、GYAO!で独占配信開始。
サブタイトル・キャスト
- key 1.5 囚われの理由
  - 山田杏奈、河村花、遠藤雄弥
- key 2.5 逃亡の後で
  - 向井理、仲里依紗
- key 3.5 消された正義
  - 中林大樹、仲間由紀恵、岡田謙
- key 4.5 宿命の理由
  - 遠藤雄弥、伊藤潤、大西統眞、嶋崎亜美、河野安郎
- key 5.5 カネの匂い
  - 向井理、高杉亘、山口岳彦、安田ユウ、柾賢志、酒井健太
- key 6.5 不審
  - 仲里依紗、名取裕子、藤原光博、山野海
- key 7.5 翼と真一郎
  - 中島亜梨沙、長野蒼大、渡部篤郎
- key 8.5 勝者のゲーム
  - 佐野史郎、高島豪志
- key 9.5 あの夜からずっと
  - 向井理

## 不祥事
第2話と第3話に工事現場として使用し、「欠陥建築」として放映したマンションの名称が実在するマンションブランド名と酷似していたとして、該当する不動産会社の関係者が指摘。ドラマを制作した関西テレビ（カンテレ）は不動産会社やマンション居住者に向けて、番組公式サイトや第7話のエンディングにて謝罪文を掲載・放映すると共に、動画配信サービスにて該当のシーンを修正する措置を行った。